# Dida (Fußballspieler, 1973)
Dida (* 7. Oktober 1973 in Irará, Bahia; bürgerlich Nelson de Jesús Silva) ist ein ehemaliger brasilianischer Fußballtorwart und heutiger Torwarttrainer. Er hatte seine erfolgreichste Zeit zwischen 2002 und 2010 bei der AC Mailand, mit der er u. a. 2004 italienischer Meister sowie 2003 und 2007 Champions-League-Sieger wurde. Von 1995 bis 2006 spielte Dida zudem 91-mal für die brasilianische Nationalmannschaft. Mit ihr wurde er als Ersatz 1998 Vize- und 2002 Weltmeister. Zudem gewann er als Stammtorhüter die Copa América 1999 sowie den Confed Cup 1997 und 2005. Nach der Weltmeisterschaft 2006, die Dida als Nummer 1 absolvierte, beendete er seine Nationalmannschaftskarriere. Dida zeichneten vor allem seine schnellen Reaktionen auf der Linie, sein starkes Verhalten im 1 gegen 1 und seine Fähigkeiten als „Elfmetertöter“ aus.
Von 2019 bis 2022 stand er bei der AC Mailand als Torwarttrainer unter Vertrag.

## Vereinskarriere

### Frühe Jahre in Brasilien

#### EC Vitória
Dida trat mit 16 Jahren in seinen ersten Fußballverein ein, nämlich EC Cruzeiro (AL) aus der Provinz Alagoas. Nach zwei Jahren in den Jugendmannschaften des Vereins begann er seine Profikarriere 1992 beim zweitklassigen brasilianischen Verein EC Vitória. Schon in seinem ersten Jahr als Profi konnte er mit ECV die Staatsmeisterschaft von Bahia gewinnen und in die höchste Spielklasse Série A aufsteigen, absolvierte aber noch kein Pflichtspiel. Zur Folgespielzeit in der ersten Liga entwickelte er sich zur unumstrittenen Nummer eins und bestritt alle 24 Partien der Meisterschaft, in der Vitória überraschend das Finale erreichte, das aber mit 0:1 und 0:2 gegen die SE Palmeiras verloren ging. Dida wurde von der Zeitschrift Placar mit der Bola de Prata, der Auszeichnung für den besten Torhüter der Série A, bedacht.

#### Cruzeiro Belo Horizonte
Nach seiner guten Spielzeit 1993 in Vitória zog es ihn 1994 zum Spitzenklub Cruzeiro EC. Überraschend wurde Cruzeiro 1994 in seiner Vorrundengruppe der Meisterschaft Letzter und musste trotz Stammkeeper Dida, der nur ein Saisonspiel verpasste, in die Abstiegsrunde, wo nur dank der besseren Tordifferenz gegenüber dem Clube do Remo der Ligaverbleib gesichert werden konnte. Immerhin konnte allerdings der Titel des Staatsmeisters von Minas Gerais gesichert werden. Erstmals zeigte er sich in diesem Jahr bei der Supercopa Sudamericana auf internationaler Bühne. Mit Cruzeiro erreichte er dort das Halbfinale. Einen weiteren Titel errang der Verein bei der Copa Master de Supercopa, in der Dida gegentorlos blieb, sodass Olimpia Asunción aus Paraguay mit 0:0 und 1:0 bezwungen werden konnte.
In der folgenden Saison hatte Cruzeiro auch im Ligaalltag mehr Erfolg. Durch den ersten Platz in der Vorrundengruppe und den fünften Platz in der Gesamttabelle qualifizierte man sich für das Halbfinale, in welchem gegen Botafogo FR (1:1 und 0:0) aufgrund der Auswärtstorregel das Ausscheiden erfolgte. Dida blieb zwar die Nummer eins, konnte wegen einer Verletzung aber nicht alle Spiele bestreiten. Dennoch kassierte er in 20 Spielen lediglich 19 Gegentreffer. Sein Debüt gab er im brasilianischen Pokalwettbewerb Copa do Brasil. In der Supercopa Sudamericana wurde erneut der Sprung ins Halbfinale geschafft. Bereits im Viertelfinale hatte Dida im Elfmeterschießen gegen den FC São Paulo mit seinen Paraden maßgeblich zum Erfolg beigetragen. Ganz titellos verlief aber auch diese Spielzeit nicht für Cruzeiro: in der Copa de Oro Nicolás Leoz war erneut der Schlussmann im Penaltyschießen des Rückspiels gegen São Paulo Garant des Erfolgs.
Dida etablierte sich endgültig im Jahr 1996 als einer der besten Keeper der brasilianischen Liga. In 22 von 25 Spielen der Meisterschaft, in der Cruzeiro nach der Hauptrunde Tabellenerster war, nur um gleich darauf im Viertelfinale auszuscheiden, musste er nur 18 Gegentreffer hinnehmen. Dank seiner schnellen Reaktionen und auch seinem Vermögen, Elfmeter zu entschärfen, wurde er erneut mit der Auszeichnung des besten Torhüters versehen. Neben der Staatsmeisterschaft von Minas Gerais konnte Cruzeiro auch den Copa-do-Brasil-Wettbewerb für sich entscheiden. In beiden Finalspielen gegen SE Palmeiras stand Dida auf dem Feld und musste beim 1:1 und 2:1 jeweils ein Gegentor hinnehmen. In der Supercopa Sudamericana erfolgte das Aus in diesem Jahr schon im Viertelfinale, obwohl Dida im Rückspiel gegen die Boca Juniors drei Strafstöße des Shoot-Outs entschärfen konnte.
In der nächsten Spielzeit konnte Dida erstmals in seiner Zeit bei Cruzeiro alle 25 Ligaspiele bestreiten und absolvierte ebenso alle anderen Pflichtspiele. Sportlich verlief die Saison allerdings enttäuschend, obgleich die Staatsmeisterschaft von Minas Gerais verteidigt werden konnte. Nur mit zwei Punkten Vorsprung konnte der Ligaverbleib gesichert werden, der Keeper musste unter anderem auch ein 0:5 gegen São Paulo verdauen, auch im Pokal schied der Titelverteidiger bereits im Sechzehntelfinale aus und in der Supercopa Sudamericana war bereits nach der Vorrunde Schluss. Trotzdem konnte Dida 1997 mit Cruzeiro seinen größten Titel in Südamerika erringen, die Copa Libertadores (südamerikanische Champions League). Im Finale setzte man sich damals gegen Sporting Cristal nach 0:0 und 1:0 durch. Dida war auch in diesen beiden Partien über die volle Spielzeit zwischen den Pfosten seines Klubs. Im Achtel- und Halbfinale konnte er in diesem Wettbewerb erneut seine Klasse als „Elfmetertöter“ nachweisen. Zum Abschluss der Saison stand er mit Cruzeiro in Tokio im Rahmen des Weltpokals der Mannschaft von Borussia Dortmund gegenüber, wo es allerdings eine 0:2-Niederlage setzte.
Nach 1993 und 1996 erhielt Dida 1998 schon zum dritten Mal die Auszeichnung als bester Torhüter der brasilianischen Liga. Zuvor hatte der Kapitän sein Cruzeiro-Team ins Finale der Meisterschaft geführt. Hier war aber auch er beim 2:2, 1:1 und 0:2 gegen SC Corinthians machtlos. Was blieb, war der erneute Staatsmeistertitel von Minas Gerais. Auch im nationalen Pokal erreichte die Mannschaft das Endspiel, ohne Dida, der von Paulo César vertreten wurde, verlor man allerdings gegen SE Palmeiras. Während der Titelverteidiger in der Copa Libertadores bereits im Achtelfinale ausschied, musste man gegen Palmeiras im Finale der Copa Mercosur das dritte Endspiel des Jahres abgeben, obwohl Dida alle Spiele dieses Wettbewerbes absolviert hatte. Immerhin konnte wenigstens ein Erfolg in der Recopa Sudamericana verbucht werden, Dida stand in den Endspielen gegen River Plate allerdings nicht auf dem Feld. Nach neun Titeln mit Cruzeiro und 188 Pflichtspielen sowie 205 Gegentoren galt er bei vielen Experten inzwischen als der beste Torhüter der Série A. Im Alter von 25 Jahren dachte er nun wie viele seiner Landsleute daran, seine Laufbahn in Europa fortzusetzen.

### AC Mailand
Hier war der italienische Spitzenklub AC Mailand auf ihn aufmerksam geworden. Anfang 1999 verließ er Cruzeiro, um nach Italien zu wechseln. Daraus resultierte ein monatelanges Transfergerangel mit Cruzeiro, in dessen Konsequenz er in der ersten Jahreshälfte auf Leihbasis beim schweizerischen FC Lugano aktiv war. Doch in der Nationalliga A bestritt er kein einziges Spiel.

#### Erste Ausleihe nach Brasilien
Zur Saison 1999/2000 wechselte Dida endgültig zur AC Mailand, die ihn jedoch umgehend an den SC Corinthians verlieh. Trainer Alberto Zaccheroni hatte nämlich angekündigt, dass er den Brasilianer nur als Keeper Nummer drei hinter Christian Abbiati und Sebastiano Rossi eingeplant habe. In Brasilien eroberte sich Dida jedoch sofort wieder einen Stammplatz und führte Corinthians als Tabellenerster souverän in die K.o.-Phase. Auch in Viertel- und Halbfinale, wo Dida beim 3:2 gegen den Lokalrivalen FC São Paulo zwei Elfmeter von Raí parierte, konnte das Weiterkommen gesichert werden, sodass er wie schon im Vorjahr mit Cruzeiro im Endspiel der Meisterschaft stand. Nachdem Dida in zwei der drei Partien ohne Gegentor blieb (3:2, 2:0, 0:0) wurde er zum ersten Male in seiner Laufbahn brasilianischer Meister. Hinzu kam noch der Titel des Staatsmeisters von São Paulo. Außerdem wurde er erneut mit der Auszeichnung des besten Torhüters der Liga bedacht. Im ersten Halbjahr 2000 konnte er nach dem nationalen Titelgewinn mit Corinthians an der Copa Libertadores teilnehmen. Im Halbfinale erfolgte das Aus im Elfmeterschießen gegen SE Palmeiras. Ein besonderer Höhepunkt für den Klub war die Teilnahme an der ersten FIFA-Klub-Weltmeisterschaft im Januar. Nach einem 2:0 gegen Raja Casablanca folgte das Duell mit Real Madrid. Beim 2:2 konnte Dida seinem Verein einen Punkt retten, indem er einen Strafstoß von Nicolas Anelka entschärfen konnte. Nach einem weiteren Sieg gegen al-Nasr FC zog Corinthians ins Endspiel gegen CR Vasco da Gama ein. Auch hier war Dida maßgeblich am Sieg beteiligt, indem er im Shoot-Out den Elfmeter von Gilberto hielt. Kurz vor dem Start der neuen Saison in der brasilianischen Liga im Juni endete das Leihgeschäft mit Corinthians.
Zur Saison 2000/01 kehrte Dida zu Milan zurück. In Abwesenheit des eigentlichen Stammkeepers Christian Abbiati, der mit Italien bei den Olympischen Sommerspielen weilte, erhielt Dida in der Champions League den Platz im Tor. Beim 4:1 gegen Beşiktaş Istanbul am ersten Gruppenspieltag debütierte er im Mailänder Team. Aber schon eine Woche später, im Spiel bei Leeds United, leistete er sich einen schweren Patzer, als er den regennassen Ball in der vorletzten Spielminute nach einem Distanzschuss zum 0:1 ins Netz rutschen ließ. In der Folge bestritt er zwar noch die restlichen vier Gruppenspiele und blieb beim 2:0 gegen den FC Barcelona gegentorlos, doch nach der Rückkehr von Abbiati musste er ins zweite Glied zurückrücken. Sein erstes und in dieser Saison einziges Match in der Serie A absolvierte er am 1. November beim 0:2 gegen den FC Parma. Zudem war er wie einige andere Serie-A-Spieler in eine Visa-Affäre verwickelt, die im Juni 2001 unter anderem in eine einjährige Serie-A-Sperre mündete. Im Oktober 2000 stellte sich nämlich heraus, dass sich Dida in Italien mit einem portugiesischen Pass angemeldet hatte, der sich jedoch bei einer Kontrolle als gefälscht herausstellte, um die Ausländerregelung zu umgehen. Milan meldete Dida zwar nun als Nicht-EU-Ausländer, doch der italienische Fußballverband FIGC verurteilte den AC zu einer Geldstrafe und sperrte Dida für die Liga, während der Weltverband FIFA ihm eine einjährige Sperre für die Einsätze im Nationalteam auferlegte. 2003 wurde er von einem Gericht in Mailand im Zuge der Affäre zu sieben Monaten Haft auf Bewährung verurteilt.

#### Zweite Ausleihe nach Brasilien
Somit konnte Dida in der Rückrunde der Saison 2000/01 nicht mehr eingesetzt werden. Um Spielpraxis zu sammeln, wurde er im September 2001 erneut an Corinthians ausgeliehen. Dort stand er in acht Ligapartien auf dem Platz, dennoch wurde Corinthians nur 18. In der Copa do Brasil zog er anschließend mit dem Team ins Finale ein. Mit Dida im Tor wurde der Brasiliense FC mit 2:1 und 1:1 bezwungen. Ein weiterer Titel konnte bei der Torneio Rio-São Paulo eingefahren werden, wo Dida 18 Spiele bestritt. Nach insgesamt 75 Pflichtspielen und 97 Gegentoren verließ Dida Corinthians endgültig und kehrte nach Ende des Leihgeschäfts im Sommer 2002 zu Milan zurück.

#### Stammkeeper beiMilan
Die Spielzeit 2002/03 begann Dida erneut nur als Ersatzkeeper der Rossoneri hinter Abbiati. Dieser verletzte sich jedoch bereits im August im Qualifikationsspiel zur UEFA Champions League gegen Slovan Liberec und wurde in der Halbzeit durch Dida ersetzt. Durch ordentliche Leistungen in der Folge etablierte sich der Brasilianer endlich als Nummer eins des AC. In 30 der 38 Ligapartien, in der Milan Dritter wurde, stand er auf dem Feld und musste nur 23 Mal hinter sich greifen. Während er in der Coppa Italia hinter Abbiati geschont wurde und so nicht am Sieg in diesem Wettbewerb beteiligt war, wurde Dida nach seinen starken Leistungen in der Meisterschaft in der Champions League sogar zum Helden. Nur sieben Gegentore in 14 Spielen musste er hinnehmen. Nach dem glücklichen Weiterkommen in der Qualifikation gegen Liberec durch die Auswärtstorregel legte Milan eine souveräne Gruppenphase hin und belegte den ersten Rang. Auch in der zweiten Gruppenphase hatten die Mailänder schon zwei Spiele vor Schluss das Weiterkommen gesichert. Im Viertelfinale siegte man gegen Ajax Amsterdam, bevor man im Halbfinale nur dank der Auswärtstorregel Inter Mailand überwand. Im Finale gegen Juventus Turin kam es dann nach einem 0:0 nach Verlängerung zum Elfmeterschießen. Dida hielt drei Elfmeter der Turiner (geschossen von David Trezeguet, Marcelo Zalayeta und Paolo Montero) und hatte so maßgeblichen Anteil am Finalsieg der AC Mailand. Als erster brasilianischer Schlussmann wurde er in der Folge für die Wahl zum Ballon d’Or nominiert.

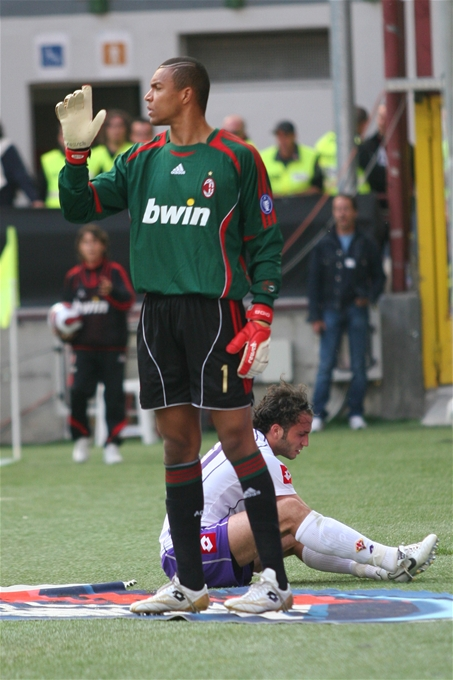
Dida bei einem Heimspiel gegen den AC Florenz (2007)

Im Sommer stand der Torwart mit Milan im UEFA Super Cup, der mit 1:0 gegen de FC Porto siegreich beendet wurde. Eine Niederlage im Elfmeterschießen setzte es dagegen im Weltpokal gegen die Boca Juniors. Auch beim Meisterschaftsgewinn der Rossoneri in der Saison 2003/04 war Dida ein wichtiger Leistungsträger. Nur zwanzig Gegentore in 32 Spielen kassierte er und sorgte so mit dafür, dass Milan mit elf Punkten Vorsprung den Scudetto souverän sicherte. Seine ersten beiden Spiele in der Coppa Italia bestritt er im Viertelfinale gegen den AS Rom. In der Champions League schied der Titelverteidiger zwar schon im Viertelfinale aus, doch auch hier hielt Dida stark. Unter anderem sicherte er beim Gruppenspiel gegen Ajax Amsterdam in der Nachspielzeit den Sieg, als er einen Schuss von Rafael van der Vaart aus wenigen Meter mit einer schnellen Reaktion parieren konnte. Nach seinen herausragenden Leistungen wurde er bei der Wahl des IFFHS-Welttorhüters des Jahres des Jahres 2004 auf Rang drei gewählt.
Einen weiteren Titel gewann Milan im italienischen Superpokal mit 3:0 gegen Lazio Rom. Weniger gut verlief der Start in die Serie A einige Tage darauf: bereits in der siebten Spielminute wurde Dida gegen die AS Livorno mit Rot des Feldes verwiesen und für ein Spiel gesperrt. Dann bestritt er bis auf die bedeutungslose Partie am vorletzten Spieltag alle Matches. Obwohl er nur 23 Gegentreffer hinnehmen musste und Milan mit seinen Paraden einige Punkte rettete, reichte es am Ende nur zur Vizemeisterschaft hinter Juventus Turin. Auch in der Champions League schlug der Ball in 13 Partien nur neun Mal in Didas Tor ein. Nach dem souveränen Weiterkommen in der Gruppenphase und dem Sieg im Achtelfinale gegen Manchester United traf man im Viertelfinale auf den Lokalrivalen Inter Mailand. Mit 2:0 hatten die Rossoneri das Hinspiel gewonnen und führten auch im Rückspiel am 12. April 2005 mit 1:0, als Inter-Anhänger infolge eines aberkannten Treffers Gegenstände auf das Spielfeld zu werfen begannen. In der 74. Minute wurde Dida bei einem Torabstoß von einem Leuchtgeschoss an der Schulter getroffen. Trotz einer halbstündigen Spielunterbrechung musste er wegen einer Schulterprellung und einer Verbrennung ersten Grades ausgetauscht werden. Kurz darauf wurde das Spiel vom deutschen Schiedsrichter Markus Merk endgültig abgebrochen und mit 3:0 für Milan gewertet. Ungeachtet seiner Verletzung kehrte Dida schon fünf Tage darauf in der Serie A ins Tor zurück. Doch im Halbfinale gegen die PSV Eindhoven und auch im Finale gegen den FC Liverpool, in dem der AC eine 3:0-Führung verspielte, machte er nicht den sichersten Eindruck. Im Finale konnte er zwar einen Elfmeter halten, doch den Nachschuss verwandelte Xabi Alonso zum Ausgleich. Auch im Elfmeterschießen vereitelte Dida einen Versuch – den von John Arne Riise –, doch dies reichte schlussendlich nicht zum Sieg. Immerhin stellte er mit sieben Zu-Null-Spielen in Folge einen neuen Champions-League-Rekord auf, der jedoch in der nächsten Saison von Arsenals Jens Lehmann gebrochen wurde. Am Ende des Jahres wurde er zum FIFPro-Torhüter des Jahres, bei der Wahl zum Welttorhüter auf den zweiten Platz gewählt.
Die Saison 2005/06 verlief für Dida nicht ganz so stark wie die Jahre zuvor und er trug die Mitschuld an einigen Gegentoren. Dennoch kassierte er in der Serie A lediglich 31 Treffer und verpasste nur zwei Spiele. In der Endabrechnung reichte es erneut nur zu Platz zwei hinter Juventus. Im Zuge des Manipulationsskandales wurde Milan später sogar auf den dritten Rang zurückgestuft. In der Champions League traf Milan nach dem Überstehen der Vorrunde auf den FC Bayern München. Dieser wurde mit 1:1 und 4:1 geschlagen. Nachdem auch Olympique Lyon besiegt wurde, trafen die Rossoneri im Halbfinale auf den FC Barcelona. Trotz der 0:1-Niederlage im Hinspiel fand Dida, der alle Champions-League-Partien bestritt, hier wieder zu starker Form zurück und verhinderte eine höhere Niederlage. Nach dem 0:0 im Camp Nou war der AC dennoch ausgeschieden.
Einen guten Start legten Dida und Milan in die folgende Spielzeit hin: nach dem 2:1 zum Auftakt gegen Lazio Rom blieb der Keeper 446 Minuten ohne Liga-Gegentor. Am 20. September bestritt er beim 1:0 gegen Ascoli Calcio sein 200. Pflichtspiel für den AC. In 25 Serie-A-Spielen musste Dida nur 19 Mal hinter sich greifen. Trotz acht Strafpunkten reichte es für die Mailänder zu Platz vier. Auch der Start in die Champions League verlief stark, Dida kassierte in fünf Partien der Gruppenphase nur zwei Tore. Vor allem in der Rückrunde machten dem Brasilianer aber Verletzungen zu schaffen. Knie- und Rückenprobleme verhinderten immer wieder Einsätze. Die gesundheitlichen Schwierigkeiten machten sich auch bemerkbar, wenn er spielte: seine Leistungen in der Rückserie waren wechselhaft. Um Spielpraxis zu sammeln, wurde er erstmals seit zwei Spielzeiten wieder im italienischen Pokal eingesetzt. Beim 1:3 im Halbfinale gegen den AS Rom hielt er einen Elfmeter. Nach dem Einzug gegen Celtic Glasgow ins Viertelfinale der Champions League wartete der FC Bayern München. Beim 2:2 im Hinspiel war Dida an beiden Gegentoren von Daniel Van Buyten mitschuldig. Diese Fehler machte er jedoch mit einer hervorragenden Leistung beim 2:0 im Rückspiel wett. Im Halbfinalhinspiel patzte er erneut bei zwei Gegentoren beim 2:3. Aber auch hier konnte er sich im Rückspiel steigern und war maßgeblich beteiligt am 3:0-Endstand. Auch im Finale gegen den FC Liverpool hielt er stark und ermöglichte das 2:1 und seinen zweiten CL-Titel nach 2003.
Die Spielzeit 2007/08 verlief für Milan mit dem fünften Platz in der Liga enttäuschend – somit wurde die Qualifikation für die Champions League verpasst. Wenigstens der UEFA Super Cup konnte mit einem 3:1 gegen den FC Sevilla gesichert werden. Auch Dida hatte in diesem Jahr große gesundheitliche Probleme und verpasste immer wieder Spiele. Auch seine Leistungen fielen dadurch ab. Am 23. Dezember patzte er beim Lokalderby gegen Inter Mailand schwer, als er einen harmlosen Schuss von Esteban Cambiasso zum 2:1-Siegtreffer für Inter passieren ließ. Trotz seiner nicht immer sicheren Darbietungen kassierte er in 13-Serie-A-Partien nur elf Gegentore. Bereits am 3. Oktober 2007 wurde Dida beim Champions-League-Spiel in Glasgow kurz nach dem 2:1-Siegtor für die Schotten von einem Flitzer aus der Anhängerschaft Celtics auf dem Platz leicht am Hals berührt, woraufhin der Brasilianer zuerst die Verfolgung aufnahm, sich aber nach einigen Metern fallen und auf einer Trage wie verletzt auswechseln ließ. Die UEFA sperrte ihn nach diesem Vorfall für zwei Spiele in der UEFA Champions League. Nachdem die AC Mailand Protest gegen die Sperre eingelegt hatte, wurde diese auf ein Spiel reduziert. Trotz dieses vorgetäuschten Unfalls wurde Milan souverän Gruppensieger. Bei der FIFA-Klub-Weltmeisterschaft 2007 konnte Dida als erster Spieler überhaupt diesen Titel zum zweiten Mal in seiner Karriere erringen, nachdem die Rossoneri im Finale die Boca Juniors mit 4:2 ausgeschaltet hatten. Mit sechs absolvierten Klub-WM-Spielen in seiner Laufbahn stellte er zudem einen neuen Rekord auf, der bis zum nächsten Jahr Bestand hatte. Anfang Januar bestritt Dida gegen den SSC Neapel sein letztes Match der Saison. Nach einer Knieverletzung wurde er kurz darauf von Coach Carlo Ancelotti aus dem Tor genommen und durch Zeljko Kalac ersetzt, sodass der Brasilianer bis zum Ende der Spielzeit nur noch auf der Ersatzbank saß.
Zur neuen Saison 2008/2009 kehrte Christian Abbiati, der an Atlético Madrid ausgeliehen war, nach Mailand zurück. Hinter dem Italiener musste sich Dida weiterhin mit dem Status als Nummer zwei begnügen. Immerhin war der Brasilianer Stammkeeper und bestritt alle Partien im UEFA-Pokal, wo allerdings bereits im Sechzehntelfinale das Aus gegen Werder Bremen erfolgte. Auch in der Coppa Italia sollte Dida Spielpraxis sammeln, doch schon in der ersten Runde unterlagen die Rossoneri Lazio Rom. Nachdem sich Abbiati im Serie-A-Match gegen den AC Siena am 15. März verletzt hatte, vertrat ihn Dida an den letzten zehn Spieltagen und musste nur sieben Gegentore hinnehmen. Sechs Mal blieb er ohne Gegentreffer.
Doch auch zur Saison 2009/10 konnte sich Dida erst einmal nicht mehr als Stammtorwart etablieren, da er große Teile der Vorbereitung verletzungsbedingt verpasste. Doch am 18. Oktober verletzte sich die neue Nummer eins, Marco Storari, im Vorfeld des Serie-A-Matches gegen den AS Rom und der Brasilianer musste einspringen. Aber schon drei Tage später, im Champions-League-Duell mit Real Madrid, unterlief ihm ein schwerer Fehler: nachdem er einen Ball gefangen hatte, lief er einige Schritte nach vorne, um abzuschlagen, als ihm der Ball ans Knie sprang und aus den Händen fiel, sodass Raúl verwandeln konnte. In der Folge sicherte er Milan in der Serie A durch seine Paraden aber einige Punkte, zum Beispiel beim 2:2 gegen den SSC Neapel, und blieb deshalb auch im Tor, als Storari wieder genesen war. In der Rückrunde wechselten sich der Brasilianer und Abbiati im Tor ab, denn Trainer Leonardo konnte sich nicht auf einen Stammtorhüter festlegen, da beide gute Form zeigten. Nach einer Verletzung Didas spielte zuerst Abbiati, doch zum Ende der Saison stand der Brasilianer wieder im Tor. Da sein Vertrag mit Milan Ende Juni auslief, bestritt er sein letztes Ligaspiel für den ACM am 15. Mai 2010, in der Begegnung mit Juventus Turin, welche die Schwarz-Roten mit 3:0 für sich entscheiden konnten. Kurz vor Schluss, in der 88. Minute, wurde Dida dann in seinem letzten Spiel für den Mailänder Klub unter dem Applaus der Fans gegen Christian Abbiati ausgewechselt. 2011 verkündete Dida das Ende seiner Laufbahn, nachdem er keinen neuen Verein mehr gefunden hatte.

### Rückkehr zum Profifußball
In der Sommerpause 2012 unterschrieb Dida einen Vertrag bis zum Jahresende 2012 bei Associação Portuguesa de Desportos. Am 23. Juni 2012, dem 6. Spieltag der Saison 2012, kam Dida zu seinem ersten Einsatz nach seinem Karriereende, als er im Heimspiel gegen FC São Paulo (1:0) in der Startelf stand. Seitdem ist er Stammtorhüter des Vereins. Nach 32 Einsätzen verließ Dida den Klub Richtung Porto Alegre zum Grêmio FBPA. Nach einem Jahr wechselte Dida zum Stadtrivalen SC Internacional.

## Nationalmannschaft
Dida gab sein Debüt in der brasilianischen Nationalmannschaft im Jahr 1995. Fortan gehörte er mehr als zehn Jahre regelmäßig zum Aufgebot der Seleção. Hinter Cláudio Taffarel und Gilmar ist er der brasilianische Torhüter mit den drittmeisten Einsätzen für sein Land. Bevor er in der A-Nationalelf eingesetzt wurde, spielte Dida bereits in den Nachwuchsmannschaften des Verbandes. Mit der U-21 konnte er 1993 die Junioren-Weltmeisterschaft in Australien gewinnen. Im Finale setzte man sich damals gegen das Team aus Ghana durch. Dida musste im gesamten Turnierverlauf nur drei Mal hinter sich greifen.
Am 7. Juli 1995 kam er dann zu seinem Premierenspiel gegen Ecuador im Dress des A-Teams. Im Folgejahr war er die Nummer 1 beim CONCACAF Gold Cup 1996, wo er mit seinem Team bis ins Finale vordringen konnte, was man dann aber 0:2 gegen Mexiko verlor. Neben Caio Ribeiro, Carlinhos Paulista, Narciso dos Santos und Zé Maria war der Torhüter einer der wenigen, die keine Minute des Turniers verpassten. Dida stand im selben Jahr auch im Tor der Brasilianer bei den Olympischen Sommerspielen, wo die Bronzemedaille errungen werden konnte. Im Folgejahr war er im Kader des Teams beim Gewinn des Konföderationen-Pokals 1997. Dabei behauptete er sich vor Rogério Ceni und war Stammspieler beim Titelgewinn. Neben ihm war es nur Aldair, der bei jedem Spiel über die volle Zeit auf dem Feld stand. Bei der WM 1998 in Frankreich musste Dida dann wieder ins zweite Glied rutschen. Zwar stand er im Aufgebot, war aber hinter Cláudio Taffarel und Carlos Germano nur Nummer drei. Brasilien wurde Vizeweltmeister. Bei der WM 2002 war Dida durch eine Verletzung wieder Ersatz hinter der damaligen Nummer 1 Marcos. Zuvor war er aber 1999 Stammtorhüter beim Copa-América-Gewinn. Dort sicherte durch einen gehaltenen Elfmeter das Weiterkommen im Viertelfinale gegen Argentinien (2:1) und musste nur zweimal hinter sich greifen. Durch Marcos’ anhaltende Formkrise reifte er zur Nummer eins im Team des fünfmaligen Weltmeisters. Bereits zum Konföderationen-Pokal 2005 war Dida Stammtorwart. Beim 0:1 im Gruppenspiel gegen Mexiko hielt er als einziger Schlussmann im ganzen Turnier einen Elfmeter. Mit 22 Spielen ist Dida der Rekordspieler des Konföderationen-Pokals, zweimal konnte er dort mit der Mannschaft den Titel gewinnen, und zudem nahm er an fünf aufeinanderfolgenden Auflagen teil.
Zur Weltmeisterschaft 2006 reiste Dida dann erstmals als Nummer eins zu einem WM-Turnier. Nach dem enttäuschenden Turnierverlauf in Deutschland mit dem Viertelfinalaus gegen Frankreich beendete Dida seine Länderspielkarriere, obwohl er im gesamten Turnierverlauf nur zwei Gegentreffer hinnehmen musste.

## Karriere als Trainer
Am 30. August 2018 gab der Pyramids FC aus Ägypten an, dass er Dida als Torwarttrainer angestellt hat. Zur Saison 2019/20 wechselte er zu seinem Ex-Verein AC Mailand, bei dem er zunächst Torwarttrainer der U17 wurde und von 2020 bis 2022 in der Profimannschaft die Torhüter trainierte.

## Erfolge

### Vereine
EC Vitória
- Staatsmeisterschaft von Bahia: 1992

Cruzeiro Belo Horizonte
- Copa Master de Supercopa: 1994
- Copa de Oro Nicolás Leoz: 1995
- Staatsmeisterschaft von Minas Gerais: 1994, 1996, 1997, 1998
- Copa do Brasil: 1996
- Copa Libertadores: 1997
- Recopa Sudamericana: 1998

Corinthians São Paulo
- Staatsmeisterschaft von São Paulo: 1999
- Brasilianische Meisterschaft: 1999
- FIFA-Klub-Weltmeisterschaft: 2000
- Torneio Rio-São Paulo: 2002
- Copa do Brasil: 2002

AC Mailand
- Coppa Italia: 2003
- Italienische Meisterschaft: 2004
- UEFA Champions League: 2003, 2007
- UEFA Super Cup: 2003, 2007
- FIFA-Klub-Weltmeisterschaft: 2007

### Nationalmannschaft
- U-21-Junioren-Weltmeisterschaft: 1993
- Olympische Sommerspiele: 1996 (Bronzemedaille)
- Konföderationen-Pokal: 1997, 2005
- Vizeweltmeister: 1998 (ohne Einsatz)
- Copa América: 1999
- Weltmeister: 2002 (ohne Einsatz)

## Auszeichnungen
- Bola de Prata für den besten Torhüter der Série A: 1993, 1996, 1998, 1999
- FIFPro World XI: 2005